# Mar de Castilla
Het meer Mar de Castilla is een groot stuwmeer in Spanje in de streek La Alcarria en de provincies Guadalajara en Cuenca. Het meer wordt gevoed door de rivier de Taag (Portugees: Tejo, Spaans: Tajo). De totale capaciteit van het meer bedraagt 2515 hm³.